# Иватысваям
Иватысваям — река на северо-востоке полуострова Камчатка.
Длина реки — 15 км. Протекает по территории Олюторского района Камчатского края. Впадает в Олюторский залив.
Воды реки являются местом нереста лососёвых.

## Данные водного реестра
По данным государственного водного реестра России относится к Анадыро-Колымскому бассейновому округу.
Код объекта в государственном водном реестре — 19060000212120000006196.